# حملات هوایی به استرالیا، ۴۳–۱۹۴۲

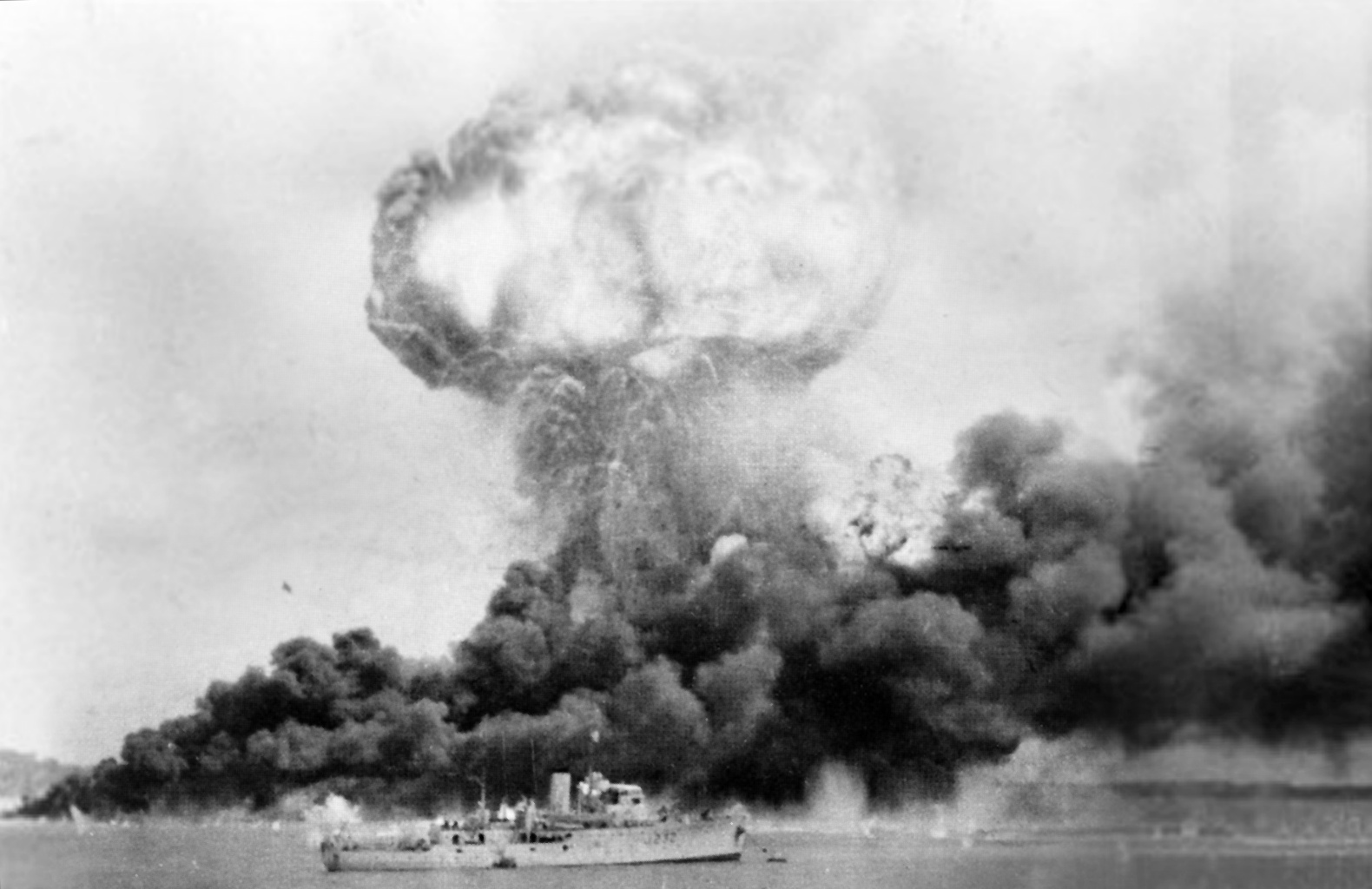
حملات هوایی به استرالیا، ۴۳–۱۹۴۲

حملات هوایی به استرالیا، ۴۳–۱۹۴۲ (انگلیسی: Air raids on Australia, 1942–43) اشاره به حملات هوایی امپراتوری ژاپن بین فوریه ۱۹۴۲ و نوامبر ۱۹۴۳، در طول جنگ اقیانوس آرام جنگ جهانی دوم، به سرزمین اصلی استرالیا، فضای هوایی داخلی، جزایر دریایی و حمل و نقل ساحلی این کشور دارد که حداقل ۱۱۱ بار این حملات به اشکال مختلف صورت گرفت. از حملات گسترده توسط بمب افکن‌های متوسط بمب‌افکن متوسط، تا حملات اژدر به کشتی‌ها و هواگرد جنگنده.